# Jaime Olmedo
Jaime Olmedo Ramos (Talavera de la Reina, Toledo; 16 de marzo de 1971) es un filólogo y académico español que ha desarrollado su carrera en la sede central del Instituto Cervantes, en la Real Academia Española, en la Real Academia de la Historia, en la Universidad Complutense de Madrid y, actualmente, en la Universidad Camilo José Cela como rector. Es, además, académico de número de la Real Academia de la Historia y vicepresidente de la Fundación Duques de Soria.

## Biografía
Licenciado en Filología Hispánica con Premio Extraordinario por la Universidad Complutense de Madrid. Licenciado con lode en Filología Italiana por la Universidad de Bolonia (Italia). Doctor summa cum laude en Filosofía y Letras por la Universidad de Bolonia. Postgrado en Gestión Cultural por la UOC y cursos en Patrimonio Cultural por la Universidad de Harvard y en Tecnología educativa por el MIT de Massachusetts. 
Fue Premio de Graduación de la Universidad Complutense, Mención Honorífica en reconocimiento al expediente y currículum académico en la Convocatoria de Premios Nacionales de Terminación de Estudios Universitarios del curso 1993-1994 y ha obtenido el VII Premio Extraordinario Complutense de Licenciatura en el Área de Humanidades, el Premio “Ciudad de Talavera” a la Cultura (2009), el Máster de Oro del Fórum de Alta Dirección (2010), el Premio "Fernando de Rojas" de las Artes y las Letras (2011), el Premio COPE Talavera de la Cultura (2013), el Premio Cadena SER a la Cultura (2015) y la Cruz de Oficial del Mérito Civil (2017). 
Realizó su tesis doctoral sobre literatura comparada (Benedetto Croce e la letteratura comparata nel Novecento italiano) en el Real Colegio de España en Bolonia, donde fue decano de la institución (1996-1997). 
Entre 1998 y 2002 perteneció a la Dirección Académica del Instituto Cervantes donde fue coordinador y asesor editorial del anuario El español en el mundo. Formó parte del equipo que tradujo y adaptó el Marco común europeo de referencia para las lenguas: aprendizaje, enseñanza, evaluación (Consejo de Europa-Modern Language Division, Estrasburgo, 2001). En el II Congreso Internacional de la Lengua Española (Valladolid, 16-19 de octubre de 2001) coordinó la sección "Lengua y escritura en Internet: tres décadas de red-acción (1971-2001)". De 2000 a 2002 coordinó en la Real Academia Española, por parte del Instituto Cervantes, el Diccionario panhispánico de dudas (2005).
Desde marzo de 2002 a octubre de 2024, ha sido Director Técnico en la Real Academia de la Historia, donde ha dirigido el Diccionario Biográfico Español, el primer diccionario de biografías para el mundo hispánico, publicado entre 2009-2013 en 50 volúmenes, y en 2018 en su versión electrónica (dbe.rah.es) con la participación de más de 5.000 historiadores españoles y extranjeros pertenecientes a más de 500 instituciones científicas de todo el mundo. También en la Real Academia de la Historia ha coordinado el Atlas Cronológico de la Historia de España (2009), editado por el Grupo SM.
También en la Academia ha dirigido el portal "Historia hispánica" , un proyecto presentado el 28 de febrero de 2023 en el Palacio Real de Madrid, que geolocaliza el primer big data histórico del mundo, siendo la primera vez que un país geoposiciona su historia con más de 150.000 registros geográficos correspondientes a nacimientos, actividad, muertes y acontecimientos de la historia hispánica. El portal ha  recibido en 2024 el premio al mejor proyecto de digitalización de la Administración española concedido por la Asociación Nacional de la Industria Tecnológica que reúne a 190 fabricantes y proveedores especializados en innovación digital.
Desde octubre de 2024, es rector de la Universidad Camilo José Cela.
Es académico de número de la Real Academia de la Historia (27 de junio de 2025) y académico correspondiente de la Real Academia de Bellas Artes y Ciencias Históricas de Toledo (17 de junio de 2008) y de la Real Academia de Córdoba de Ciencias, Bellas Letras y Nobles Artes (7 de mayo de 2009).
Desde el curso académico 2010/11 ha sido  profesor de literatura española en la Universidad Complutense de Madrid, donde ha recibido el Premio de Excelencia Docente (trienios 2014-2017, 2017-2020 y 2020-2023).
En el ámbito institucional, es miembro del Cultural Committee del Queen Sofia Spanish Institute de Nueva York desde marzo de 2019, el 7 de mayo de 2021 fue nombrado vicepresidente de la Fundación Duques de Soria y desde diciembre de 2021 es miembro del Consejo Asesor de la Fundación Ortega Marañón. Desde 2024 es también miembro del Consejo de la Fundaçao D. Luis, con sede en Cascáis (Portugal) y patrono de la Fundación Río Tinto, y desde 2025 de la Fundación Camilo José Cela.
Es autor de libros y de numerosas publicaciones en obras colectivas. 
Ha ejercido la crítica literaria en ABC Cultural y en la Revista de Occidente. Es miembro de Consejos de Redacción y Comités Editoriales de diversas publicaciones científicas. Como poeta ha publicado Sensación de universo (2008), un libro escrito en 1997 y prologado por Luis Alberto de Cuenca. 